# Sankt Peter am Hart
Sankt Peter am Hart, též St. Peter am Hart, je obec v okrese Braunau v rakouské spolkové zemi Horní Rakousy.

## Geografie
Sankt Peter leží v oblasti Innviertel. Přibližně 15 % rozlohy obce tvoří lesy a 63 % tvoří zemědělská půda.

## Osady
- Aching (80)
- Aham (55)
- Aselkam (174)
- Bergham (145)
- Bogenhofen (322)
- Dietfurt (219)
- Guggenberg (9)
- Hagenau (192)
- Hart (18)
- Heitzenberg (25)
- Hundslau (5)
- Jahrsdorf (183)
- Meinharting (8)
- Moos (136)
- Nöfing (106)
- Ofen (87)
- Reikersdorf (270)
- Schickenedt (14)
- Spraid (14)
- St. Peter am Hart (351)
- Wimm (9)